# Crypte van de nationale dichters
De crypte van de nationale dichters (Pools: Krypta Wieszczów Narodowych na Wawelu) is een crypte onder de Wawelkathedraal. De crypte bevindt zich onder de noordelijke arm van de kooromgang van de kathedraal, tegenover de ingang van de Lipski-kapel.

## Geschiedenis
De crypte is in 1890 ter voorbereiding van de bijzetting van Poolse dichter Adam Mickiewicz naar het ontwerp van Sławomir Odrzywolski gebouwd. Het stoffelijke overschot van Mickiewicz werd op 4 juli 1890 in een sarcofaag geplaatst. Op 28 juli 1927 volgende Juliusz Słowacki, wiens as oorspronkelijk in een lege crypte naast die van Mickiewicz kwam te liggen. De muur tussen beide cryptes is daarna afgebroken. In 2001 vond de symbolische bijzetting van Cyprian Kamil Norwid plaats, waarbij een urn met aarde uit zijn graf in de crypte kwam te staan.
Op 28 februari 2010 werd een kopie van het medaillon op het graf van Frédéric Chopin in de crypte onthuld.

## Begraven
| Jaar van bijzetting | Persoon                      | Beschrijving                                                             | Graf |
| ------------------- | ---------------------------- | ------------------------------------------------------------------------ | ---- |
| 1890                | Adam Mickiewicz (1798-1855)  | Dichter, essayist, politieke activist en hoogleraar Slavische literatuur |      |
| 1927                | Juliusz Słowacki (1809-1849) | Dichter en revolutionair                                                 |      |